# Jean-Baptiste Ludger Hould
Jean-Baptiste Ludger Hould, ou Jean Baptiste Hould, baptisé Jean-Baptiste-Ludger Houle (3 septembre 1841, Sainte-Angèle-de-Laval, Bas-Canada - 5 mars 1910, Trois-Rivières, Québec, Canada), est un avocat québécois.

## Biographie
Jean-Baptiste Ludger Hould est le fils de Jean-Baptiste Houlde (1818-1905), cultivateur et fils de Pierre Houle et Geneviève Deshaies, et Olive Tourigny (1816-1893), fille de François Deshaies et Charlotte Bourbeau. Baptisé le jour de sa naissance, il est l'aîné des dix enfants du couple Houlde-Tourigny. Il reçoit d'abord son éducation primaire au Séminaire de Nicolet, puis entame des études en droit à l'Université Laval de Québec. Il poursuit avec un stage de clerc à la firme Casault, Langlois & Angers dans la même ville, est admis au Barreau en juillet 1864 et commence sa carrière à Trois-Rivières, en 1865.
En 1867, Jean-Baptiste Ludger Hould s'oppose à la création de la paroisse de Sainte-Angèle, mais son père sera tout de même élu au conseil de ville et deviendra subséquemment le premier maire de la ville. 
Le 30 juin 1869, il épouse Marie-Julie-Sara Turcotte à la paroisse de St-Maurice, près de Trois-Rivières,. Ils ont sept enfants ensemble, mais deux sont morts en bas âge.
En 1878, Jean-Baptiste Ludger Hould et son père ont été nommés parmi les parrains des nouvelles cloches de l'église de la paroisse de Sainte-Angèle. La même année, le 1er mai, Hould est syndic du Barreau de section de Trois-Rivières sous le bâtonnat de Nazaire Lefebvre-Denoncourt. Par la suite, Jean-Baptiste Ludger Hould devient bâtonnier du Québec pour le bâtonnat de 1883-1884.
De 1880 à 1883, Jean-Baptiste Ludger Hould enseigne le droit à Edmond de Nevers pendant son stage de clerc,. Il deviendra éventuellement conseiller municipal au courant des années suivantes et entamera une association avec Joseph-Adolphe Tessier, futur maire de Trois-Rivières. Les deux hommes deviennent ensemble les procureurs du Parti national lors d'une contestation d'élection et font partie, en 1890, du comité chargé d'accueillir Philippe d'Orléans, comte de Paris, à Trois-Rivières. 
En 1887, Hould devient président honoraire du club Saint-Maurice. Il a aussi aidé à établir une section de la bibliothèque du Barreau de Trois-Rivières.
Jean-Baptiste Ludger Hould est décédé en 1910 à Trois-Rivières, à l'âge de 68 ans.

## Hommage et distinction

### Titre de civilité
- Monsieur le bâtonnier[8]

#### Droit
- Avocat, Juriste
- Droit au Québec, Droit civil
- Histoire du droit au Québec, XXe siècle en droit au Québec
- Système judiciaire du Québec, Loi du Québec
- Barreau du Québec, Bâtonnier du Québec
- Barreau de Trois-Rivières, Districts judiciaires du Québec
- Code civil du Bas-Canada, Code criminel du Canada